# Robin Weigert

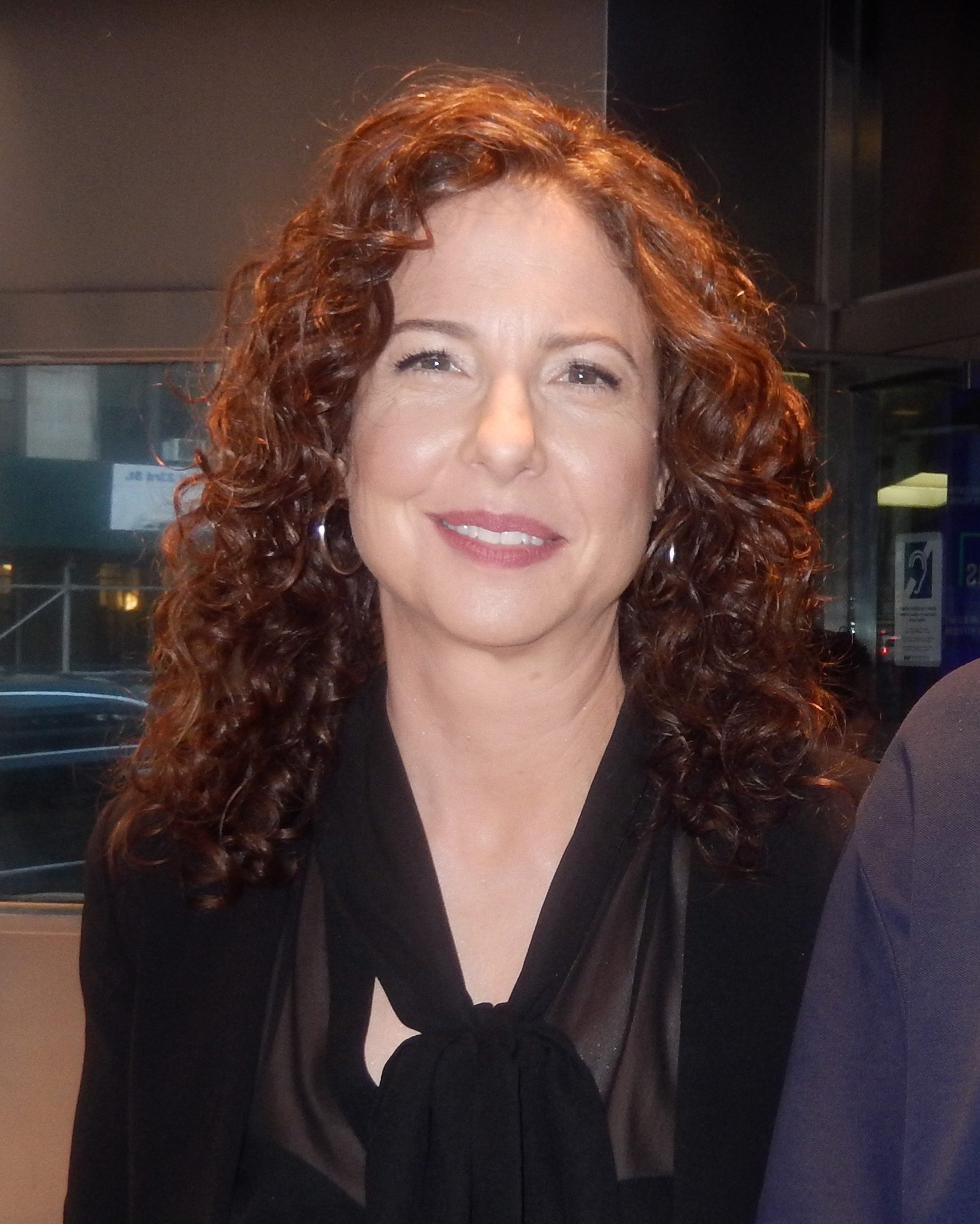
Robin Weigert

Robin Weigert (* 7. Juli 1969 in Washington, D.C.) ist eine US-amerikanische Schauspielerin.

## Leben und Wirken
Weigert, die jüdischer Abstammung ist, machte 1991 einen Abschluss an der Walthamer Brandeis University. Danach besuchte sie die New York University in New York City und machte an der dazugehörigen Tisch School of the Arts einen Master of Fine Arts.
Nachdem Weigert dann in den 1990er Jahren überwiegend als Theaterschauspielerin in New York City gelebt hatte, zog sie nach Los Angeles. Sie wirkte bisher in zahlreichen Fernsehproduktionen und einigen Kinofilmen mit.
Größere Bekanntheit erlangte Robin Weigert durch ihre Rolle als ungepflegte, launische, vulgäre und trunksüchtige Calamity Jane in der US-Fernsehserie Deadwood. Die Darstellung brachte ihr eine Nominierung für den Emmy ein.

## Filmografie (Auswahl)
Filme
- 1998: Twelfth Night, or What You Will (Fernsehfilm)
- 1999: Heart to Heart.com
- 2000: Mary und Rhoda (Mary and Rhoda), (Fernsehfilm)
- 2001: The Sleepy Time Gal
- 2005: Loggerheads
- 2006: The Good German – In den Ruinen von Berlin (The Good German)
- 2007: Eine neue Chance (Things We Lost in the Fire)
- 2008: Cayman Went
- 2008: Reservations
- 2008: Synecdoche, New York
- 2008: Winged Creatures
- 2009: Pippa Lee (The Private Lives of Pippa Lee)
- 2009: My One and Only
- 2012: The Sessions – Wenn Worte berühren (The Sessions)
- 2013: Concussion – Leichte Erschütterung (Concussion)
- 2013: Gods Behaving Badly
- 2014: Bauernopfer – Spiel der Könige (Pawn Sacrifice)
- 2015: Dirty Trip
- 2015: Take Me to the River
- 2016: Pushing Dead
- 2017: New Money
- 2018: Cold Brook
- 2019: Deadwood: The Movie
- 2019: Bombshell – Das Ende des Schweigens (Bombshell)
- 2022: Smile – Siehst du es auch? (Smile)
- 2023: Our Son
- 2023: Tokyo Cowboy
- 2023: Avenue of the Giants

Serienauftritte
- 1999, 2003: Law & Order (2 Episoden)
- 2003: Engel in Amerika (Angels in America, 2 Episoden)
- 2004: Without a Trace – Spurlos verschwunden (Without a Trace, Episode 2x18)
- 2004: New York Cops – NYPD Blue (NYPD Blue, Episode 11x20)
- 2004: Für alle Fälle Amy (Judging Amy, Episode 6x08)
- 2004–2005: Cold Case – Kein Opfer ist je vergessen (Cold Case, 4 Episoden)
- 2004–2006: Deadwood (30 Episoden)
- 2005: CSI: Vegas (CSI: Crime Scene Investigation, Episode 5x21)
- 2006: The Unit – Eine Frage der Ehre (The Unit, Episode 2x03)
- 2006: Law & Order: Special Victims Unit (Episode 8x03)
- 2006: Numbers – Die Logik des Verbrechens (Numb3rs, Episode 3x11)
- 2007: Lost (2 Episoden)
- 2007–2008: Life (11 Episoden)
- 2008: The Mentalist (Episode 2x15)
- 2008: Emergency Room – Die Notaufnahme (ER, Episode 15x10)
- 2009: Taras Welten (United States of Tara, Episode 1x11)
- 2009: The Cleaner (Episode 2x10)
- 2009: Private Practice (2 Episoden)
- 2010–2013: Sons of Anarchy (Sons of Anarchy, 15 Episoden)
- 2011: Grey’s Anatomy (1 Episode)
- seit 2012: American Horror Story (5 Episoden)
- 2014: Chicago P.D. (5 Episoden)
- 2015: Once Upon a Time – Es war einmal … (Once Upon A Time, Episode 4x02)
- 2015: Marvel’s Jessica Jones (7 Episoden)
- 2017: Fearless (6 Episoden)
- 2017–2019: Big Little Lies (9 Episoden)
- 2018: Dietland (10 Episoden)
- 2018–2019: Berlin Station (3 Episoden)
- 2019: Castle Rock (3 Episoden)
- 2020: The Politician (Episode 2x07)
- 2022: Julia (1 Episode)
- seit 2024: Tracker
- 2024: We Were the Lucky Ones (8 Episoden)
- 2025: Will Trent
- 2025: Gremlins – Secrets of the Mogwai (Stimme)

## Auszeichnungen
- 2004: Nominierung für den Emmy in der Kategorie Herausragende Nebendarstellerin in einer Dramaserie für ihre Rolle in Deadwood
- 2007: Nominierung für den Screen Actors Guild Award in der Kategorie Bestes Schauspielensemble in einer Dramaserie für ihre Rolle in Deadwood